# Xリーグ
Xリーグ（エックス・リーグ、英語: X League）は日本の最上位に位置する社会人プロアメリカンフットボールリーグである。一般社団法人日本社会人アメリカンフットボール協会（NFA）のトップリーグとして1996年に発足した。
日本の球技リーグによる連盟「日本トップリーグ連携機構」に2010年から加盟している。

## 概要

### 発足までの経緯
それまでの「実業団リーグ」とクラブチーム主体の「東日本リーグ」・「西日本リーグ」に分かれていた日本の社会人アメリカンフットボールを、クラブと実業団を統合した本格的な全国リーグとして1990年に「日本社会人アメリカンフットボールリーグ･東日本ブロックA･B／西日本ブロックA･B」の1部東西4ブロック方式に改め、さらに1997年に「イースト」・「セントラル」・「ウェスト」の3つのディビジョンへ再編成し、この時より「Xリーグ」の名称を用いるようになる。1部であるX1を頂点にX2とX3がある。

### 名称と理念
名称はXリーグ。Xには「卓越(Excellence)」・「熟達(Expert)」・「刺激的(Exciting)」の三つの意味がこめられ、社会人トップリーグとしてフットボール界の発展とともに、魅力的な試合を提供するという意志を込めて命名された。
理念は次の3つ。
- 日本におけるアメリカンフットボールの発展
- アメリカンフットボールを通じたグローバルリーダーの育成
- スポーツを通じたより良き社会の創造

また、「Xリーグクレド」として次の活動指針を掲げている。
1. 尊敬と感謝
2. 挑戦と努力
3. 組織への貢献
4. 多様性の尊重
5. 大きな夢

Xリーグクレドは、Xリーグの持続的な発展と世界トップクラスのフットボールリーグという目標に向けた行動方針として2022年4月に策定された。

### リーグ構成
X1、X2、X3の3部構成。X1は上位の「X1 Super」・下位の「X1 Area」に分かれる。X1 Superをトップにする昇降格制度である。
2024年度のシーズンからの構成は以下の通り。
| カテゴリ | チーム数 （2022シーズン） | 地区 | シーズン試合形式         |
| -------- | ------------------------- | ---- | ------------------------ |
| X1 SUPER | 12                        | 3    | リーグ戦＋トーナメント戦 |
| X1 AREA  | 11※                       | 3    | リーグ戦＋入替戦         |
| X2       | 21                        | 3    | リーグ戦＋入替戦         |
| X3       | 10                        | 2    | リーグ戦＋入替戦         |

- 地区(ディビジョン)はチーム所在地によって「EAST」・「CENTRAL」・「WEST」の3つに分けられる。
- X1 Areaは初田防災設備ホークアイが解散したことにより1チーム減ってシーズンを行う。

X1の秋季リーグの大会方式の詳細は、#大会方式を参照。春季には東西に分かれてトーナメント戦形式の大会（東：パールボウルトーナメント、西：グリーンボウルトーナメント）が開催される。現行のリーグ編成の基礎は2019年シーズンより開始され、2018年シーズンの18チームのうち上位8チームを「X1 Super」とし、X1 Superに所属するチームで社会人日本一を争うことになった。同時に、下位リーグとして12チームが3地区に分かれて戦う「X1 Area」も編成された。
2025年8月4日、2026年シーズンより新たなトップリーグとしてライセンス制を導入した「Xプレミア」を創設すると発表された。初年度は11チームが参加し下部リーグも設けたうえで参加チーム拡張も目指す予定。

### ボウルゲーム
社会人王者決定戦として、「X1 SUPER」の決勝戦である「ライスボウル」が、毎年1月3日に開催される。最多優勝は、後述する学生代表との対戦方式時代も含めて、オービックシーガルスの8回である（2022年度シーズン終了現在）。
2020年シーズンまでは、「ライスボウル」を社会人と学生の代表対決として行い、「ジャパンエックスボウル」を社会人決勝戦として行ていたが、学生と社会人の実力差が顕著になっていたことから方式が変更された。

### チーム
チームには、企業の社員のみで構成する実業団と、多種多様な職業の選手が集まるクラブチームの2種類がある。X1では、2023年時点で実業団は富士通・パナソニック・警視庁の3チーム、クラブチームは17チームである。チームのホームタウンは、各チームによって地域との密着度が違ったり、ホームスタジアムが全チームに存在しないことなどからリーグ全体でその存在は意識しにくいが、近年ではホームタウン内で多くの試合を行うチームが増加傾向にある。
リーグ優勝経験があり、現在も所属しているチームは、オービックシーガルズ・パナソニック インパルス・富士通フロンティアーズ・オリエンタルバイオシルバースター・胎内ディアーズ・SEKISUIチャレンジャーズの6チームのみである。2010年代からはオービック・パナソニック・富士通の3チームが優勝を争う3強時代が続いている。
優勝回数は2020年シーズンに9度目の優勝を果たしたオービックシーガルスが最多。次に2021年シーズンから3連覇を果たした富士通フロンティアーズが8回、パナソニック インパルスが7回と続く。ボウルゲーム出場回数は、ジャパンエックスボウル時代とライスボウル時代合わせて、パナソニックインパルスが最多である。

### 選手登録
2019年にプロ契約が解禁され、各チームは外国籍選手3名までと日本国籍選手3名までの計6名とプロ契約が可能である。しかし依然多数の選手がアマチュア選手である。選手全員が会社の社員選手で構成される純粋な実業団チームは少なく(富士通・パナソニック・警視庁など)、多くのチームが会社の社員選手を含めた上で、他企業で働く選手も多い。中には山田章仁のようにラグビーでプロ契約を結んでいる選手もいる。2019年のプロ契約解禁は、選手が練習、試合に専念できるようにした実質プロの状態も増えていることを受け、人数に制限を設ける(資金力による実力格差の拡大を阻止するための制限)形で解禁したものである。
外国人枠の制限は、NFLなどのアメリカのプロリーグで活動した経験がなければ、1チームに3人までの登録、同時に2人までがプレーすることができるというものである。

## 加盟チーム
2024年シーズンのチームとリーグ編成は以下の通り。
- X1は上位の「X1 SUPER」と下位の「X1 AREA」に分かれる。

### X1
| IBOSTCALFFFMOSNRPISCEFFS X1 Super所属チームの所在地 | KEDC･SBBTTDPPMTBFABNCTJ X1 Area所属チームの所在地 |

| 地区     | チーム                                            | 運営形態 | ホームタウン     | 創設年   | 加盟年   | 前年順位 | 備考     |
| X1 SUPER | X1 SUPER                                          | X1 SUPER | X1 SUPER         | X1 SUPER | X1 SUPER | X1 SUPER | X1 SUPER |
| -------- | ------------------------------------------------- | -------- | ---------------- | -------- | -------- | -------- | -------- |
| EAST     | オービックシーガルズ Seagulls (OS)                | クラブ   | 千葉県習志野市   | 1983年   | 1988年   | A2位     |          |
| EAST     | IBM BIG BLUE BIG BLUE (IB)                        | クラブ   | 千葉県千葉市     | 1976年   | 1977年   | B2位     |          |
| EAST     | 東京ガスクリエイターズ Creators (TC)              | クラブ   | 東京都江東区     | 1985年   | 1990年   | A4位     |          |
| EAST     | オール三菱ライオンズ Lions (AL)                   | クラブ   | 東京都八王子市   | 2001年   | 2001年   | Area1位  | [ 注 2 ] |
| CENTRAL  | 富士通フロンティアーズ Frontiers (FF)             | 実業団   | 神奈川県川崎市   | 1985年   | 1986年   | B1位     |          |
| CENTRAL  | ノジマ相模原ライズ Rise (NR)                      | クラブ   | 神奈川県相模原市 | 2009年   | 2009年   | A3位     | [ 注 3 ] |
| CENTRAL  | オリエンタルバイオシルバースター Silver Star (OS) | クラブ   | 神奈川県横浜市   | 1970年   | 1970年   | B4位     |          |
| CENTRAL  | 富士フイルム海老名Minerva AFC Minerva AFC (FM)    | クラブ   | 神奈川県海老名市 | 1989年   | 1989年   | Area2位  |          |
| WEST     | パナソニック インパルス Impulse (PI)              | 実業団   | 大阪府門真市     | 1974年   | 1976年   | A1位     |          |
| WEST     | エレコム神戸ファイニーズ Finies (EF)              | クラブ   | 兵庫県神戸市     | 1975年   | 1977年   | B3位     |          |
| WEST     | SEKISUIチャレンジャーズ Challengers (SC)          | クラブ   | 兵庫県尼崎市     | 1978年   | 1979年   | A5位     |          |
| WEST     | PLEIADES福岡SUNS Suns (FS)                        | クラブ   | 福岡県福岡市     | 2017年   | 2017年   | B5位     |          |
| X1 AREA  |                                                   |          |                  |          |          |          |          |
| EAST     | 電通キャタピラーズ Caterpillars (DC)              | クラブ   | 東京都港区       | 1977年   | 1989年   | A6位     |          |
| EAST     | 警視庁イーグルス Eagles (KE)                      | 実業団   | 東京都千代田区   | 1971年   | 1972年   | 3位      |          |
| EAST     | 品川CC ブルザイズ Bullseyes (SB)                  | クラブ   | 東京都港区       | 1993年   | 1995年   | 8位      | [ 注 4 ] |
| EAST     | ブルーサンダース Blue Thunders (BT)               | クラブ   | 千葉県市川市     | 1986年   | 1986年   | ※(1位)   | [ 注 5 ] |
| CENTRAL  | 胎内ディアーズ Deers (TD)                         | クラブ   | 新潟県胎内市     | 1989年   | 1990年   | B6位     | [ 注 6 ] |
| CENTRAL  | PentaOceanパイレーツ Pirates (PP)                 | クラブ   | 東京都八王子市   | 2005年   | 2005年   | 4位      | [ 注 7 ] |
| CENTRAL  | 三菱商事 CLUB TRIAX Club Triax (MT)               | クラブ   | 東京都調布市     | 2000年   | 2000年   | 7位      |          |
| CENTRAL  | BULLSフットボールクラブ Bulls Football Club (BF)  | クラブ   | 埼玉県朝霞市     | 1981年   | 1981年   | ※(2位)   |          |
| WEST     | アズワンブラックイーグルス BlackEagles (AB)       | クラブ   | 大阪府大阪市     | 1970年   | 1971年   | 5位      |          |
| WEST     | 名古屋サイクロンズ Cyclones (NC)                  | クラブ   | 愛知県名古屋市   | 1980年   | 1986年   | 6位      |          |
| WEST     | TRIAXIS J-STARS J-STARS (TJ)                      | クラブ   | 大阪府泉南郡     | 1985年   | 1985年   | ※(2位)   |          |

- 2023年シーズンのX1 SuperはAブロックとBブロックに分かれて開催
- ※はX2での成績

### X2
| 地区         | チーム名                   | 運営形態 | ホームタウン           | 創設年 | 備考                                             |
| ------------ | -------------------------- | -------- | ---------------------- | ------ | ------------------------------------------------ |
| EAST CENTRAL | ハリケーンズ               | クラブ   | 千葉県                 | 1978年 |                                                  |
| EAST CENTRAL | バーバリアン               | クラブ   | 埼玉県さいたま市       | 1991年 |                                                  |
| EAST CENTRAL | ラングラーズ               | クラブ   | 埼玉県さいたま市大宮区 | 1983年 |                                                  |
| EAST CENTRAL | Sony Solidstate            | クラブ   | 東京都八王子市         | -      |                                                  |
| EAST CENTRAL | ウォリアーズ               | クラブ   | 神奈川県               | -      | 旧・住友商事ウォリアーズ                         |
| EAST CENTRAL | クラブオックス川崎AFC      | クラブ   | 神奈川県川崎市         | 2009年 |                                                  |
| EAST CENTRAL | 茨城セイバーズ             | クラブ   | 茨城県                 | 2012年 | 2021年シーズンより茨城をチーム名に冠する         |
| EAST CENTRAL | アイレクスゴリラズ         | クラブ   | 東京都                 | 2019年 | 2019年から加盟                                   |
| EAST CENTRAL | 横浜ハーバース             | クラブ   | 東京都世田谷区         | -      |                                                  |
| EAST CENTRAL | ZERO FIGHTERS              | クラブ   | 千葉県袖ケ浦市         | 2014年 |                                                  |
| EAST CENTRAL | 横浜ベイクレーンズ         | クラブ   | 東京都八王子市         | 1983年 | 2024年シーズンより横浜ベイをチーム名に冠する     |
| WEST A       | ゴールデンファイターズ     | クラブ   | 兵庫県神戸市           | 1992年 | 旧・アサヒプリテックゴールデンファイターズ       |
| WEST A       | いそのスーパースターズ     | クラブ   | 愛知県小牧市           | -      | [ 注 8 ]                                         |
| WEST A       | 正英ブレイザーズ           | クラブ   | 大阪府                 | 1975年 |                                                  |
| WEST A       | 岡山スタンディングベアーズ | クラブ   | 岡山県岡山市           | 1980年 | 2019年から加盟                                   |
| WEST A       | 広島ホークス               | クラブ   | 広島県                 | 1990年 |                                                  |
| WEST B       | 西宮ブルーインズ           | クラブ   | 兵庫県西宮市           | 1988年 | 旧・阪急ブルーインズ                             |
| WEST B       | 大阪ガススカンクス         | クラブ   | -                      | -      |                                                  |
| WEST B       | リードエフォートエールズ   | クラブ   | -                      | 2019年 | 2019年から加盟                                   |
| WEST B       | サイドワインダーズ         | クラブ   | 兵庫県西宮市           | 1970年 | 1988年から2010年は「イワタニサイドワインダーズ」 |
| WEST B       | 愛知ゴールデンウイングス   | クラブ   | 愛知県名古屋市         | 1989年 |                                                  |

### X3
| 地区 | チーム名                   | 運営形態 | ホームタウン         | 創設年 | 備考                   |
| ---- | -------------------------- | -------- | -------------------- | ------ | ---------------------- |
| EAST | MERU-KYOEIガーディアンズ   | クラブ   | -                    | -      |                        |
| EAST | クラブシーガルズ           | クラブ   | -                    | -      |                        |
| EAST | CLUB STEELERS              | クラブ   | 埼玉県さいたま市     | -      |                        |
| WEST | クラブベアーズ             | クラブ   | -                    | 1989年 | 旧・マイカルベアーズ   |
| WEST | 琉球ガーディアンライオンズ | クラブ   | 沖縄県西原町・北谷町 | 2020年 | 2022年から加盟         |
| WEST | トライスターズ             | クラブ   | 大阪府               | 1974年 |                        |
| WEST | 三重ファイアーバード       | クラブ   | 三重県               | 1975年 |                        |
| WEST | クラブアイランズ           | クラブ   | 兵庫県芦屋市         | -      | 旧・ワールドアイランズ |
| WEST | 豊田ブルファイターズ       | クラブ   | 愛知県豊田市         | 1974年 |                        |
| WEST | 大阪府警シールズ           | 実業団   | 大阪府               | -      | 2022年から再加盟       |

## 大会方式
X1をトップに、X2、X3が続き、1部リーグのX1は上位の「X1 Super」と下位の「X1 Area」に分かれる。各リーグは地域性を反映したディビジョン（EAST・CENTRAL・WEST）に分かれてレギュラーシーズンを行う。
X1決勝戦はライスボウルで、優勝チームは社会人日本一の座を得る。昇降格があり、各リーグの上位チームと下位チームは入替戦で昇降格を争う。現行の大会方式は2019年シーズンから採用された。

### X1 SUPER
12チームで構成されるX1の上位ブロック。12チーム3ディビジョン制（EAST・CENTRAL・WEST）でレギュラーシーズンを行い、総合順位の上位チームがトーナメント方式のポストシーズン「ライスボウルトーナメント」に進出。決勝戦は「ライスボウル」である。

#### フォーマット
レギュラーシーズンは第1節～から6節までの6試合を戦う（全36試合）。2023年シーズンから試合数が5試合から6試合に増加した。
6試合の内訳について、フォーマットは以下のとおり。
1. 同ディビジョンの3チームと総当たりで1試合ずつ（計3試合）。
第1節～第3節に行う。
2. 別ディビジョンの3チームと1試合ずつ（計3試合）。
第4節～第6節に行う。

獲得した勝ち点によってディビジョン内順位と12チームの総合順位を決める。総合順位の上位8チームがプレーオフ・ライスボウルトーナメントに出場する。各ディビジョン最下位チームは、X1 Areaの同ディビジョン1位チームと入替戦を行う。
|  | クオーターファイナル | クオーターファイナル | クオーターファイナル |  |  | セミファイナル | セミファイナル | セミファイナル |  |  | ライスボウル | ライスボウル | ライスボウル |  |
|  |                      |                      |                      |  |  |                |                |                |  |  |              |              |              |  |
|  | 1                    | 総合順位1位          |                      |  |  |                |                |                |  |  |              |              |              |  |
|  | 1                    | 総合順位1位          |                      |  |  |                |                |                |  |  |              |              |              |  |
|  | 8                    | 総合順位8位          |                      |  |  |                |                |                |  |  |              |              |              |  |
|  | 8                    | 総合順位8位          |                      |  |  |                |                |                |  |  |              |              |              |  |
|  |                      |                      |                      |  |  |                |                |                |  |  |              |              |              |  |
|  |                      |                      |                      |  |  |                |                |                |  |  |              |              |              |  |
|  | 5                    | 総合順位5位          |                      |  |  |                |                |                |  |  |              |              |              |  |
|  | 5                    | 総合順位5位          |                      |  |  |                |                |                |  |  |              |              |              |  |
|  | 4                    | 総合順位4位          |                      |  |  |                |                |                |  |  |              |              |              |  |
|  | 4                    | 総合順位4位          |                      |  |  |                |                |                |  |  |              |              |              |  |
|  |                      |                      |                      |  |  |                |                |                |  |  |              |              |              |  |
|  |                      |                      |                      |  |  |                |                |                |  |  |              |              |              |  |
|  | 3                    | 総合順位3位          |                      |  |  |                |                |                |  |  |              |              |              |  |
|  | 3                    | 総合順位3位          |                      |  |  |                |                |                |  |  |              |              |              |  |
|  | 6                    | 総合順位6位          |                      |  |  |                |                |                |  |  |              |              |              |  |
|  | 6                    | 総合順位6位          |                      |  |  |                |                |                |  |  |              |              |              |  |
|  |                      |                      |                      |  |  |                |                |                |  |  |              |              |              |  |
|  |                      |                      |                      |  |  |                |                |                |  |  |              |              |              |  |
|  | 7                    | 総合順位7位          |                      |  |  |                |                |                |  |  |              |              |              |  |
|  | 7                    | 総合順位7位          |                      |  |  |                |                |                |  |  |              |              |              |  |
|  | 2                    | 総合順位2位          |                      |  |  |                |                |                |  |  |              |              |              |  |

#### 順位の決め方（X1 SUPER）
各ディビジョンで総当たりのリーグ戦を行う。勝ち点はそれぞれ勝利が3、引き分けが1、負けが0となっており、獲得した勝ち点によって順位を決定する。勝ち点が等しい場合は、
1. 勝ち星数
2. 当該チーム間の直接対決の勝敗
3. 当該チーム同士が対戦した試合における得失点差（1試合の最大得失点差の上限は設けない）
4. 当該チームのリーグ戦全試合における得失点差（1試合の最大得失点差は20点とする）
5. 前年順位

なお2・3・4の条件で、3チーム以上あった対象チームが2チームとなった場合は再び1の条件を基として順位を確定する。

### X1 AREA
12チームで構成されるX1の下位ブロック。12チーム3ディビジョン制（EAST・CENTRAL・WEST）でリーグ戦が行われる。X1 SuperとX1 Area間の入替戦は同地区内で行われ、X1 Superの各ディビジョン最下位のチームとX1 Areaの同じディビジョンの1位チームが対戦する。

#### 順位の決め方（X1 AREA）
総当たりでリーグ戦を行い、獲得した勝ち点によって順位を決定する。勝ち点が等しい場合の決定方法は、X1 Superと同様である。

### X2・X3
X2は、EAST・CENTRAL・WESTの3ディビジョンに分かれる。各ブロックで総当たりのリーグ戦を行い、リーグ総合上位チームが、X1 Area下位チームとの入替戦に進出する。
X3は、EAST・WESTの2つのブロックに分かれる。各ブロックで総当たりのリーグ戦を行い、総合上位2チームがX2下位2チームとの入替戦を行う。

### 入替戦
- Super-Area入替戦は、X1 Superの各ディビジョン最下位 vs X1 Areaの各ディビジョン1位でそれぞれ1試合制で行う。
- X1-X2入替戦は、X1 Areaの下位チーム vs X2の上位チームでそれぞれ1試合制で行う。
- X2-X3入替戦も、X2の下位チーム vs X3の上位チームでそれぞれ1試合制で行う。

### 春季リーグ戦
春季は、東日本・西日本でそれぞれボウルゲームが開催される。それぞれのボウルゲームの概要は以下の通り。秋季リーグ戦と比べると、交流戦のような立ち位置である。この他に、交流戦やホールオブフェイムゲームも行われる。
- パールボウルトーナメント - 東日本・X1 Super
- Jr.パールボウルトーナメント - 東日本・X1 Area
- グリーンボウルトーナメント - 西日本・X1 Super
- グリーンボウルチャレンジ - 西日本・X1 Area

## 歴代大会結果

### 東京スーパーボウル勝敗表

#### Xリーグ発足以前
| 回 | 開催日         | 試合会場       | 優勝                        | スコア | 準優勝                  |
| -- | -------------- | -------------- | --------------------------- | ------ | ----------------------- |
| 1  | 1987年12月6日  | 横浜スタジアム | レナウン ローバーズ         | 31-28  | シルバースター          |
| 2  | 1988年12月14日 | 東京ドーム     | レナウン ローバーズ         | 28-20  | 松下電工インパルス      |
| 3  | 1989年12月6日  | 東京ドーム     | アサヒビール シルバースター | 14-9   | 日本電気ファルコンズ    |
| 4  | 1990年12月12日 | 東京ドーム     | 松下電工インパルス          | 14-6   | オンワード オークス     |
| 5  | 1991年12月11日 | 東京ドーム     | オンワード オークス         | 49-10  | サンスター ファイニーズ |
| 6  | 1992年12月4日  | 東京ドーム     | アサヒビール シルバースター | 21-7   | 松下電工インパルス      |
| 7  | 1993年12月7日  | 東京ドーム     | アサヒビール シルバースター | 13-0   | サンスター ファイニーズ |
| 8  | 1994年12月13日 | 東京ドーム     | 松下電工インパルス          | 49-28  | オンワード オークス     |
| 9  | 1995年12月9日  | 東京ドーム     | 松下電工インパルス          | 54-20  | リクルート シーガルズ   |
| 10 | 1996年12月11日 | 東京ドーム     | リクルート シーガルズ       | 30-10  | オンワード オークス     |

#### Xリーグ発足以後
| 回 | 開催日         | 試合会場   | 優勝         | スコア  | 準優勝       | 最優秀選手賞(MVP) | 敢闘賞(MIP)    |
| -- | -------------- | ---------- | ------------ | ------- | ------------ | ----------------- | -------------- |
| 11 | 1997年12月17日 | 東京ドーム | 鹿島         | 48 - 12 | 松下電工     | 堀口靖（鹿）      | 粳田盛（松）   |
| 12 | 1998年12月16日 | 東京ドーム | リクルート   | 45 - 24 | アサヒビール | 堀江信貴（リ）    | 梶山隆誠（ア） |
| 13 | 1999年12月15日 | 東京ドーム | アサヒビール | 18 - 16 | 鹿島         | 金岡禧友（ア）    | 板井柾人（鹿） |
| 14 | 2000年12月18日 | 東京ドーム | アサヒ飲料   | 20 - 18 | 松下電工     | 中村多聞（ア）    | 高橋公一（松） |
| 15 | 2001年12月18日 | 東京ドーム | アサヒ飲料   | 14 - 7  | 松下電工     | 山田晋三（ア）    | 野村昌弘（松） |
| 16 | 2002年12月17日 | 東京ドーム | シーガルズ   | 14 - 7  | 富士通       | 高橋大介（シ）    | 森本裕之（富） |

- 斜体はディビジョン2位からの出場、太字は続いて出場したライスボウルでも優勝した。

### ジャパンエックスボウル勝敗表
| 回 | 開催日         | 試合会場               | 優勝             | スコア  | 準優勝           | 最優秀選手賞(MVP)            | 敢闘賞(MIP)                  | 棚橋賞                 |
| -- | -------------- | ---------------------- | ---------------- | ------- | ---------------- | ---------------------------- | ---------------------------- | ---------------------- |
| 17 | 2003年12月16日 | 東京ドーム             | ON-SKY           | 13 - 10 | アサヒビール     | 加畑康弘(O)                  | 三好太郎（ア）               |                        |
| 18 | 2004年12月18日 | ウィングスタジアム神戸 | 松下電工         | 15 - 06 | アサヒビール     | 太田雅宏（松）               | 金岡禧友（ア）               |                        |
| 19 | 2005年12月19日 | 東京ドーム             | オービック       | 25 - 16 | 松下電工         | ケビン・ジャクソン（オ）     | 山中正喜（松）               | 矢部寛之（オ）         |
| 20 | 2006年12月16日 | 京セラドーム大阪       | ON-SKY           | 24 - 21 | 鹿島             | 小島崇嘉(O)                  | 尾崎陽介（鹿）               | 鴨志田正樹（O）        |
| 21 | 2007年12月17日 | 東京ドーム             | 松下電工         | 33 - 13 | 富士通           | 高田鉄男（松）               | 大矢祐嗣（富）               | 谷口祐二（松）         |
| 22 | 2008年12月13日 | 京セラドーム大阪       | パナソニック電工 | 28 - 14 | 鹿島             | 石野仁大（パ）               | 西川岳志（鹿）               | 後藤慧（パ）           |
| 23 | 2009年12月21日 | 東京ドーム             | 鹿島             | 21 - 14 | 富士通           | 前田直樹（鹿）               | 金雄一（富）                 | 小島大輔（鹿）         |
| 24 | 2010年12月20日 | 東京ドーム             | オービック       | 20 - 16 | パナソニック電工 | 菅原俊（オ）                 | 辻篤志（パ）                 | 紀平充則（オ）         |
| 25 | 2011年12月19日 | 東京ドーム             | オービック       | 24 - 17 | 富士通           | 木下典明（オ）               | 出原章洋（富）               | 岡本遥（富）           |
| 26 | 2012年12月17日 | 東京ドーム             | オービック       | 27 - 24 | 鹿島             | 原卓門（オ）                 | 加藤公基（鹿）               | 井澤健（鹿）           |
| 27 | 2013年12月16日 | 東京ドーム             | オービック       | 24 - 16 | 富士通           | ケビン・ジャクソン（オ）     | アルリワン・アディヤミ（富） | 中村輝晃クラーク（富） |
| 28 | 2014年12月15日 | 東京ドーム             | 富士通           | 44 - 10 | IBM              | ジーノ・ゴードン（富）       | ジョン・スタントン（I）      | 小林祐太郎（富）       |
| 29 | 2015年12月14日 | 東京ドーム             | パナソニック     | 24 - 21 | 富士通           | 高田鉄男（パ）               | 宜本潤平（富）               | 斎田哲也（パ）         |
| 30 | 2016年12月19日 | 東京ドーム             | 富士通           | 16 - 03 | オービック       | コービー・キャメロン（富）   | 仲里広章（オ）               | 竹内修平（富）         |
| 31 | 2017年12月18日 | 東京ドーム             | 富士通           | 63 - 23 | IBM              | 中村輝晃クラーク（富）       | 佐藤敏基（I）                | 勝山晃（富）           |
| 32 | 2018年12月17日 | 東京ドーム             | 富士通           | 35 - 18 | IBM              | トラショーン・ニクソン（富） |                              |                        |
| 33 | 2019年12月16日 | 東京ドーム             | 富士通           | 28 - 26 | パナソニック     | サマジー・グラント（富）     |                              |                        |
| 34 | 2020年12月15日 | 東京ドーム             | オービック       | 13 - 6  | 富士通           | 李卓（オ）                   |                              |                        |

- 斜体はディビジョン2位からの出場、太字は続いて出場したライスボウルでも優勝した。
- 棚橋賞は2005年、在任中に急逝した日本社会人アメリカンフットボール協会理事長、棚橋寛衛門の功績を讃えて同年に設けられた。棚橋の生前の意向を汲み、攻守ラインで最も勇敢とされる選手に贈られる。別名：ウォリアーズアワード[16]。
- 第29回のみGATSBY賞が設けられた。受賞者は中村輝晃クラーク（富）。

### ライスボウル勝敗表
2021年シーズンよりアメリカンフットボール日本選手権 ライスボウルが社会人王者決定戦となった。なお、回次は社会人代表チームと学生代表チームによる日本一決定戦の時代から引き継がれている。
| 回 | 開催日       | 試合会場   | 優勝                   | スコア  | 準優勝                 | 最優秀選手賞(MVP)          |
| -- | ------------ | ---------- | ---------------------- | ------- | ---------------------- | -------------------------- |
| 75 | 2022年1月3日 | 東京ドーム | 富士通フロンティアーズ | 13 - 10 | パナソニックインパルス | 松井理己(富)               |
| 76 | 2023年1月3日 | 東京ドーム | 富士通フロンティアーズ | 29 - 21 | パナソニックインパルス | トラショーン・ニクソン(富) |
| 77 | 2024年1月3日 | 東京ドーム | 富士通フロンティアーズ | 16 - 10 | パナソニックインパルス | サマジー・グラント(富)     |

### チーム別戦績
優勝回数順、同一の戦績は出場の古い順。チーム名の表記は現在の名称で統一。(2024年1月3日現在)
※優勝年度はシーズン開催年
| チーム名                         | 出場 | 優勝 | 準優勝 | 優勝年度                                             |
| -------------------------------- | ---- | ---- | ------ | ---------------------------------------------------- |
| オービックシーガルズ             | 11   | 9    | 2      | 1996, 1998, 2002, 2005, 2010, 2011, 2012, 2013, 2020 |
| 富士通フロンティアーズ           | 15   | 8    | 7      | 2014, 2016, 2017, 2018, 2019, 2021, 2022, 2023       |
| パナソニック インパルス          | 18   | 7    | 11     | 1990, 1994, 1995, 2004, 2007, 2008, 2015             |
| オリエンタルバイオシルバースター | 8    | 4    | 4      | 1989, 1992, 1993, 1999                               |
| オンワードスカイラークス         | 6    | 3    | 3      | 1991, 2003, 2006                                     |
| 胎内ディアーズ                   | 6    | 2    | 4      | 1997, 2009                                           |
| レナウンローバーズ               | 2    | 2    | 0      | 1987, 1988                                           |
| SEKISUIチャレンジャーズ          | 2    | 2    | 0      | 2000, 2001                                           |
| IBMビッグブルー                  | 3    | 0    | 3      |                                                      |
| エレコム神戸ファイニーズ         | 2    | 0    | 2      |                                                      |
| 日本電気ファルコンズ             | 1    | 0    | 1      |                                                      |

- 最多優勝：9 オービックシーガルズ
- 最多連覇：4 オービックシーガルズ (2010, 2011, 2012, 2013) 富士通フロンティアーズ (2016, 2017, 2018, 2019)
- 最多出場：18 パナソニック インパルス
- 決勝戦での最大得点優勝：63 富士通フロンティアーズ (2017 vsIBMビッグブルー)
- 決勝戦での最少得点優勝：13 オンワードスカイラークス (2003 vsアサヒビールシルバースター) オービックシーガルズ (2020 vs富士通フロンティアーズ) 富士通フロンティアーズ (2021 vsパナソニック インパルス)

## 過去記録

### 過去の大会方式

#### 1997年 - 2008年
リーグ創設翌年の1997年から2008年までは2ステージ制で、最初のステージで3ディビジョン（イースト、セントラル、ウェスト）に分かれて戦い、各ディビジョン上位2チームの計6チームが決勝トーナメントのファイナル6(Final6)に進出していた。

#### 2009年 - 2015年
2009年から2015年までは1stステージ、2ndステージ、ファイナルステージの3ステージ制が導入されていた。これは、観客動員増などの目標を設定し、その一環として、各チームの試合数の増加、東西交流の増加を目的としたものであった。
- 1stステージは6チーム×3ディビジョンの編成とし、同じディビジョンのチームと1試合の対戦、計5試合を行う。
- 1stステージの結果により、上位9チームを「Super9」、下位9チームを「Battle9」に再編成し、2ndステージを行う。
- Super9は各ディビジョンの上位3チーム同士で構成する3チーム×3ブロックで、各チームが2試合を行う。東西交流を図るため、ディビジョン上位のチームが他地域の会場に遠征する形を取る。2012年までは各ブロックの優勝チームとワイルドカード1チームがファイナルステージへ進出。2013年から2015年までは1stステージと2ndステージの7試合の総合成績の上位4チームがファイナルステージに進出。
- Battle9はイースト／セントラル下位3チームの6チームで構成するブロック、ウェストの下位3チームで構成するブロックに分かれて対戦する。イースト／セントラル下位ブロックは総当たりではなく、タスキがけにやや準じた「対抗戦」に近い形式で対戦する。ウエスト下位ブロックは、4位、5位、6位の3チームが再戦する形とする。
- Super9のファイナルステージは4チームによるトーナメントとし、その決勝をJapan X Bowlとして、勝利チームを年間優勝チームとする。
- Battle9では上位2チームによりプレーオフゲーム「Battle 9 Final」が行われた（2013年-2015年）。

#### 2016年 - 2018年
2016年から、「NFA式リーグ」と「JXBトーナメント」による2ステージ制が採用されていた。これは2015年まで開催された3ステージ方式に対し、大会方式がわかりくい、実力差の大きいチーム同士が対戦するため盛り上がりに欠ける、東西交流の機会が少なく正しい実力が測り難い、といった問題が指摘されていたためである。
- レギュラーシーズン（NFA式リーグ）

各チームを「イースト」「セントラル」「ウェスト」の各ディビジョンに振り分け、6チーム×3ディビジョンの編成とした。
このうち「イースト」「セントラル」は関東地区のチームにより構成され、当該年度の組み合わせは前年度の総合順位を加味した後、抽選により決定する。「ウェスト」は関西及び東海地区のチームで構成される。各ディビジョン内で前年順位が上位の3チーム（計9チーム）は「SUPER9」、下位のチームは「BATTLE9」に振り分けられる。
総当たりとはせずに「NFA式リーグ戦」を採用していた。これは意図的に近い実力のチーム同士を対戦させることにより、拮抗した試合が増え、少ない試合数でもある程度順位に正当性を持たせることができる方式とされる。対戦相手は前年の順位により決められ、各チームは6試合を行う。また東西交流を図るため、同一ディビジョン内の対戦は第3戦までとし、第4戦以降の対戦相手は基本的に他ディビジョンから選ばれる。
この後のJXBトーナメントに向けて、SUPER9・BATTLE9それぞれについて、レギュラーシーズンの順位を以下のフォーマットに従い決定していた。
1. 勝ち数の多いチームが上位。
2. 当該チーム同士の直接対決で勝ち数が多いチームが上位。
3. 当該チーム同士の直接対決での得失点差が多い方が上位。
4. 当該チームが勝利した対戦相手の勝ち星数の合計が多いチームが上位。
5. 抽選を行う。

なお、この順位はポストシーズンの対戦を決定するためのものであり、次年度に各ディビジョン構成を決める根拠となる最終順位は、後述のとおり各ディビジョンの3位・4位を決定した後に確定する。
- ポストシーズン（JXBトーナメント）

下記の8チームが出場する。
- レギュラーシーズンのSUPER9のうち上位6チーム
- ポストシーズン前に行われるワイルドカード・プレイオフの勝者（WC）
- SUPER9の7位 対 BATTLE9の2位 の勝者 - WC1位
- SUPER9の8位 対 BATTLE9の1位 の勝者 - WC2位

つまり、SUPER9のチームは、6位以内に入ればJXBトーナメントに進出、7位・8位はワイルドカード・プレイオフに回るが、9位（SUPER9における最下位）はいずれにも進むことができない。一方、BATTLE9のチームは、2位以内に入ればワイルドカード・プレイオフに進出することができる。
8チームによる勝ち残り式トーナメントとし、その決勝をジャパンエックスボウル(Japan X Bowl)として、勝利チームを年間優勝チームとする。組み合わせはシード方式で、下記のような組み合わせとなる。
|  | クォーターファイナル | クォーターファイナル | クォーターファイナル |  |  | セミファイナル | セミファイナル | セミファイナル |  |  | JXB | JXB | JXB |  |
|  |                      |                      |                      |  |  |                |                |                |  |  |     |     |     |  |
|  | SUPER9 1位           |                      |                      |  |  |                |                |                |  |  |     |     |     |  |
|  |                      |                      |                      |  |  |                |                |                |  |  |     |     |     |  |
|  | WC 2位               |                      |                      |  |  |                |                |                |  |  |     |     |     |  |
|  |                      |                      |                      |  |  |                |                |                |  |  |     |     |     |  |
|  |                      |                      |                      |  |  |                |                |                |  |  |     |     |     |  |
|  |                      |                      |                      |  |  |                |                |                |  |  |     |     |     |  |
|  | SUPER9 5位           |                      |                      |  |  |                |                |                |  |  |     |     |     |  |
|  |                      |                      |                      |  |  |                |                |                |  |  |     |     |     |  |
|  | SUPER9 4位           |                      |                      |  |  |                |                |                |  |  |     |     |     |  |
|  |                      |                      |                      |  |  |                |                |                |  |  |     |     |     |  |
|  |                      |                      |                      |  |  |                |                |                |  |  |     |     |     |  |
|  |                      |                      |                      |  |  |                |                |                |  |  |     |     |     |  |
|  | SUPER9 3位           |                      |                      |  |  |                |                |                |  |  |     |     |     |  |
|  |                      |                      |                      |  |  |                |                |                |  |  |     |     |     |  |
|  | SUPER9 6位           |                      |                      |  |  |                |                |                |  |  |     |     |     |  |
|  |                      |                      |                      |  |  |                |                |                |  |  |     |     |     |  |
|  |                      |                      |                      |  |  |                |                |                |  |  |     |     |     |  |
|  |                      |                      |                      |  |  |                |                |                |  |  |     |     |     |  |
|  | WC 1位               |                      |                      |  |  |                |                |                |  |  |     |     |     |  |
|  |                      |                      |                      |  |  |                |                |                |  |  |     |     |     |  |
|  | SUPER9 2位           |                      |                      |  |  |                |                |                |  |  |     |     |     |  |

- 順位決定戦

JXBトーナメント終了後に行われる、最終順位を確定させるための試合。この最終順位が次年度のリーグ編成に直結する。
1. 各ディビジョンの3位と4位が対戦する。勝者は翌年のSUPER9に入る。ただしプレイオフ(2017年度はレギュラーシーズンも対象)で直接対決があった場合、もしくはセミファイナル以上に進出した場合はプレイオフを行わず、勝者もしくは上位進出チームが翌年のSUPER9に入る。
2. 各ディビジョン最下位と、X2リーグの1位が入替戦を行う。勝者が翌年のBATTLE9に入る[注 10]。

#### 2019年のリーグ再編
2019年シーズンから、X1を更に分割し、上位のX1 Superと下位のX1 Areaに分かれて戦う現行の大会方式となった。2022年シーズンに更なるリーグの再編が行われ、地区分けやチーム数が大きく変化した。上位リーグのチーム数増加や地方を拠点とするチームの参加で、リーグ全体の活性化を図る目的であった。X1 Superのチーム数が従来より4チーム増加の12チーム構成へと変更され、そのため前年の2021年シーズンは昇降格について特例が採用された。またこのシーズンから引き分け制も復活、60分間で決着が付かない場合、リーグ戦では延長戦を行わず、引き分けと見なし、勝ち点（勝ち3、引き分け1、負け0）を与え、勝ち点上位の順に順位を決める形にした。

### 過去の大会

#### ジャパンエックスボウル
「ジャパンエックスボウル」とは、過去に行われていたアメリカンフットボール日本社会人選手権試合のこと。
1986年度までライスボウルの出場権は実業団リーグの優勝チームに与えられていたが、1987年度から東日本リーグと西日本リーグの1位チームがプレーオフを行い（神戸ボウル）、この勝者がさらに実業団リーグの優勝チームとライスボウル出場権を掛けた決勝戦を行うようになる。これが今日まで続く現行の社会人選手権の記念すべき第1回大会であり、その後東西のリーグ優勝チームによる決勝方式を経て、1997年度より各ディビジョンの上位2チームが出場する「ファイナル6」と呼ばれるプレーオフトーナメントの決勝戦へ改められた。勝者 が社会人の年間王者となり、ライスボウル出場権を獲得する。
なお第1回大会（1987年）のみ、横浜スタジアムで開催されたが、第2回大会（1988年）より「東京スーパーボウル」と銘打ち、第16回大会（2002年）まで東京ドームでの開催が慣例であった。第17回大会（2003年）より、アメリカンフットボールの底辺拡大を目指し、関東地方の東京ドーム以外の他の地方での開催の実施を図る目的で、現在の名称へ変更。第18回（2004年）は初の関西地区開催となるゲームが神戸ウイングスタジアムで行われ、以後第19回（2005年）東京ドーム、第20回（2006年）京セラドーム大阪、第21回（2007年）東京ドーム、第22回（2008年）京セラドーム大阪と、関東・関西交互に隔年開催（奇数年度が東京ドーム、偶数年度は関西地方のスタジアム）となっていたが、2009年以降は東京ドームでの開催となっている。雑誌や各チームのサイト等ではJXBと略記される場合がある。
2021年度から、これまでの「社会人対大学の日本一決定戦」とされてきたライスボウルが、Xリーグの年間決勝戦としてリニューアルされることになり、体としてはジャパンXボウルの機能をライスボウルに統合した形（大会の回次はライスボウルに系譜）となった。

### 1部リーグの所属経験のあるチーム
※Xリーグ発足の1997年度以降に1部リーグに所属した経歴のあるチームに限定して記述する。

#### 現在X2以下のリーグで活動中
- ゴールデンファイターズ（X2）
- 富士ゼロックスJ-Stars - 現・TRIAXIS J-STARS（X2）
- 三和銀行ラークヒルズ - 現・クラブオックス川崎AFC（X2）。80年代から90年代前半は上位争いに絡む有力チームだった。金融不況の影響でチーム力が低下、2部降格後、2001年に2部所属のクラブチーム、シルバーオックスと合併、実業団からクラブチームに転向、シルバーラークヒルズとして活動の後、クラブオックスと呼称。さらに2009年にクラブダイノス近鉄と合併し、現在に至る。
- さくら銀行ダイノス - 現・クラブオックス川崎AFC（X2）。旧・三井銀行ブルーウィングス→太陽神戸三井銀行ウィングス。金融不況の影響で、企業本体が支援撤退後、クラブダイノス＠BANKのチーム名を経て、2002年に2部所属の近鉄バファローズ[注 12] と合併、クラブダイノス近鉄を呼称。さらに2009年にクラブオックスと合併し、現在に至る。
- マイカルベアーズ - 現・クラブベアーズ(X3-西日本)[21]。1989年にマイカルの企業チームとして創部。1991年に西日本1部昇格、1996年、1999年にはリーグ2位の成績を収め、FINAL6にも進出するなど、松下電工に次ぐ関西の有力企業チームとして期待されながら、2000年、マイカル本体の経営悪化に伴いクラブチームに転向、さらに2002年にはマイカルの経営破綻の影響を受け活動停止し、3部に降格。2003年より再びクラブチームとして活動を再開したが、往年の勢いは見られない。

#### 既に活動を停止したチーム
- 日本電気ファルコンズ（NEC） - 1989年には社会人選手権にも出場した他、パールボウル2回優勝の実績もある強豪。1996年経営合理化のため廃部。
- 東海銀行レッドウェイブ - 1990年創部。1998年経営合理化のため廃部。東海銀行ものちに三菱UFJ銀行になっている。
- 住友銀行スプリングス - 1998年に経営改善のため活動停止。住友銀行ものちに三井住友銀行になっている。
- レナウンローバーズ（レナウン） - レナウン本体の業績低迷の影響から2003年でチーム解散。80年代の最盛期には社会人選手権6連覇など社会人最強を誇った。
- 日産スカイライナーズ（日産プリンス東京販売他）- 旧名･日産パルサーズ。2006年度で解散。1980年の創部以来、90年代まで上位を争う実力派チームだったが、運営会社の業績悪化に伴い廃部。
- オンワードオークス - 1980年創部、ライスボウル3回出場の強豪実業団チームだった。2001年-2007年はオンワードスカイラークス。2001年-2008年はクラブチーム。2008年度シーズンをもってオンワードホールディングスが支援を停止したことにより活動終了。活動継続希望者によりファクトリージャパンをスポンサーとした新チーム相模原ライズが結成され、のちノジマによるスポンサードを受け現在に至る。
- ロックブル - 旧名：学生援護会ロックブル。学生援護会がインテリジェンス傘下となった後の2009年をもって解散。
- 吹田マーヴィーズ - 旧名：内外電機マーヴィーズ。松下電工、アサヒ飲料に続く関西の有力チームとして期待されていたが、2011年1月に発覚したリーグ戦参加費用の未払い問題により、X2リーグへの自主降格をXリーグに申し入れ、X2-WESTに所属して2011年度リーグ戦に参加する形の決着を見たが、その後も選手の流出などチーム運営を健全に保てない状況を改善できず、2011年7月31日をもってチームを解散する旨をチームの発行するメールマガジンならびに公式サイト上で発表した。
- 初田防災設備ホークアイ - 旧名：全日空ホークアイ。1989年創部、91年に加盟。2024年6月にチームメンバーの確保が困難を理由に解散した[22]。

#### 活動休止中のチーム
2011年度のリーグ編成における参加が一旦発表されたが、後にチーム事情によりこれを辞退、かつ解散が公式に発表されていないチーム。
- 東京電力AGGRESSORS(東京電力)
- ハスキーズ- 2部では強豪。かつては、ジャパンシステムや伊藤ハム等のスポンサードを受けながら活動をしていたが、1999年以降、冠スポンサーを持たず、2006・2007年とも2部でブロック優勝するが、いずれのシーズンも1部との入替戦出場を辞退し、引き続き2部残留。入替戦辞退の具体的事情については公式サイト・協会側発表などでも一切説明はなされなかった。2011年シーズン前に至って、「東日本大震災の影響の為」として公式サイトでリーグ戦不参加を表明、更に公式ホームページも2013年6月現在、「メンテナンス中」として、事実上の閉鎖状態で、X2のブロック編成にもチーム名は掲載されていない。

## 記録・統計

### プレーオフ勝敗
- 入れ替え戦は含まない。

| チーム名              | 試合 | 勝数 | 負数 |
| --------------------- | ---- | ---- | ---- |
| リクルート/オービック | 37   | 24   | 13   |
| 松下電工/パナソニック | 30   | 15   | 15   |
| 富士通                | 30   | 19   | 11   |
| 鹿島/LIXIL            | 29   | 11   | 18   |
| アサヒビール          | 22   | 11   | 11   |
| アサヒ飲料            | 19   | 10   | 9    |
| オンワード            | 14   | 8    | 6    |
| IBM                   | 10   | 6    | 5    |
| オール三菱            | 5    | 2    | 3    |
| 湖北/神戸             | 5    | 2    | 3    |
| ノジマ相模原          | 5    | 0    | 5    |
| 日産プリンス東京      | 3    | 0    | 3    |
| 東京ガス              | 2    | 1    | 1    |
| 井内盛栄堂/アズワン   | 2    | 0    | 2    |
| サンスター            | 1    | 0    | 1    |
| 内外電機/吹田         | 1    | 0    | 1    |
| マイカル              | 1    | 0    | 1    |

## 公式戦の主な会場

### 東日本
| 名称                           | X1 | X2 | X3 |
| ------------------------------ | -- | -- | -- |
| 富士通スタジアム川崎           | ○  | ○  | ○  |
| 東京ドーム                     | ○  |    |    |
| 横浜スタジアム                 | ○  |    |    |
| 第一カッターフィールド         | ○  | ○  |    |
| 相模原ギオンスタジアム         | ○  |    |    |
| 海老名運動公園陸上競技場       | ○  |    |    |
| CSアセット港サッカー場         | ○  |    |    |
| アミノバイタルフィールド       |    | ○  | ○  |
| 国府台陸上競技場               |    | ○  |    |
| 鉾田市総合公園陸上競技場       |    | ○  |    |
| 袖ケ浦市総合運動場陸上競技場   |    | ○  |    |
| 胎内市総合グラウンド陸上競技場 | ◯  |    |    |

### 西日本
| 名称                         | X1 | X2 | X3 |
| ---------------------------- | -- | -- | -- |
| MKタクシーフィールドエキスポ | ○  | ○  | ○  |
| 万博記念競技場               | ○  | ○  | ○  |
| ヤンマースタジアム長居       | ○  | ○  |    |
| ヨドコウ桜スタジアム         | ○  | ○  | ○  |
| 神戸市王子スタジアム         | ○  | ○  | ○  |
| 春日公園球技場               | ○  |    |    |
| ベイコム陸上競技場           | ○  |    |    |
| 平和堂HATOスタジアム         | ○  |    |    |
| 大阪市鶴見緑地球技場         |    | ○  | ○  |
| 伊丹スポーツセンター         |    |    | ○  |
| 岡山県総合グラウンド         |    |    | ○  |
| 加古川運動公園陸上競技場     |    |    | ○  |
| 滋賀県立彦根総合運動場       |    |    | ○  |
| 豊田市運動公園陸上競技場     |    |    | ○  |
| 布引グリーンスタジアム       |    |    | ○  |

## 場内放送
観戦の一助として会場内での場内実況放送がおこなわれている。ジャパンエックスボウルのみならず、リーグ戦においても場内実況放送が行われている。2007年11月末現在では東日本地区では3名（男性2名、女性1名）で担当している。

## テレビ放送及びネット配信
- 2004年まではスカイ・Aスポーツプラスで全試合完全中継だったが、その後、リーグ戦は第4・5節を中心に選択された試合のみ（原則後日録画）に規模が縮小され、現在は地上波、CSによるリーグ戦中継は行われていない。過去にはファイナル6とジャパンエックスボウルは生放送で完全中継され、ファイナル6以降を中心に一部の試合は地上波での放送実績もある[注 15]。
- 2012年から決勝の「ジャパンエックスボウル」の中継をNHK BS1で行うことが決定し、NHKで日本の3大ボウルゲームを独占生中継になった。
- 2020年からインターネット配信サービス「イレブンスポーツ」（現イージースポーツ）にて「XリーグTV」の名でジャパンエックスボウルを除くX1SuperおよびX1Areaの全試合を配信することになった[23][24]。
- 2023年から「rtv」による「アメフトライブ by rtv」に移行される[25]。